# Umberto di Silva Candida
Umberto di Silva Candida, anche noto come Umberto di Moyenmoutier (Borgogna, 1000/1015 – Roma, 1061), è stato un cardinale e vescovo francese.
Stretto collaboratore di Leone IX e Niccolò II, fu, con Pier Damiani e Ildebrando di Soana (poi eletto al soglio pontificio col nome di papa Gregorio VII), uno dei massimi fautori della riforma della Chiesa dell'XI secolo.

## Biografia
Nativo della Borgogna, si formò presso l'abbazia di Moyenmoutier, nei Vosgi, e nel 1015 divenne monaco benedettino.
Divenne segretario e consigliere del vescovo di Toul, Brunone, che, eletto papa nel 1049 con il nome di Leone IX, lo creò cardinale vescovo della diocesi suburbicaria di Santa Rufina (Selva Candida) e lo nominò arcivescovo di Palermo, anche se non poté mai prendere possesso della sede episcopale.
Assertore del primato romano, fu avverso all'unione con la Chiesa greca e contribuì a rendere irreparabile la rottura tra Leone IX e il patriarca di Costantinopoli Michele Cerulario. Con Federico di Lorena e Pietro di Amalfi, fu inviato come legato papale in oriente per un tentativo di riconciliazione ma, benché accolto con rispetto dall'imperatore Costantino IX Monomaco, il patriarca attaccò aspramente l'idea del primato petrino ed il 16 luglio del 1054, nonostante il Papa Leone IX fosse morto da tre mesi – si era spento il 19 aprile – i legati scomunicarono Cerulario lasciando la bolla sull’altare della basilica di Santa Sofia.
Forte sostenitore del primato pontificio e fermamente avverso alle investiture laiche, nel 1058 sostenne l'elezione al papato di Gerardo di Borgogna (papa Niccolò II) e lo persuase a convocare in Laterano (13 aprile 1059) il sinodo che approvò il decreto che escluse l'imperatore e l'aristocrazia romana da ogni fase dell'elezione pontificia e che condannò esplicitamente ogni forma di nicolaismo e simonia. Contribuì notevolmente, a questo proposito, alla stesura del decreto stesso che prende il nome di In nomine Domini.
Particolarmente intransigente fu la sua posizione contro la simonia in un periodo in cui, nonostante la pressoché unanime condanna da parte della Chiesa, ancora non si aveva ben chiaro quali circostanze fossero da considerarsi simoniache o meno. Stando a Umberto, come lui stesso dichiarava nella sua opera Adversus Simoniacos (1057-1060), i sacramenti impartiti dai simoniaci non potevano considerarsi validi in quanto eretici e dunque nemmeno le ordinazioni. Dal punto di vista teologico egli affermava che lo Spirito Santo non era presente nei simoniaci e quindi essi non potevano trasmetterlo ad altri. Una tale, radicale, proposta trovò inizialmente sostenitori nei patarini lombardi e nei vallombrosiani, ma successivamente venne superata dalla visione più moderata di Pier Damiani, forse anche a causa della dispersione dei manoscritti di Umberto. Morì probabilmente sotto il pontificato di papa Niccolò II, poiché il suo nome non compare in nessun atto successivo. Con lui «se ne andava il perno ideologico del gruppo riformatore, il suo teorico più radicale, capace di trovare sempre i toni più adatti a provocare e a sostenere i conflitti».

## Successione apostolica
La successione apostolica è:
- Papa Stefano IX (1057)